# Terry Kinard
Alfred Terance Kinard (Bitburg, 24 novembre 1959) è un ex giocatore di football americano statunitense che ha militato nel ruolo di safety nella National Football League (NFL).

## Carriera
Al college Kinard giocò a football a Clemson venendo premiato come All-American e vincendo il campionato NCAA nel 1981. Fu scelto dai New York Giants come decimo assoluto nel Draft NFL 1983. Vi giocò fino al 1989, vincendo il Super Bowl XXI nel 1986 contro i Denver Broncos e venendo convocato per il Pro Bowl nel 1988. Chiuse la carriera disputando una stagione con gli Houston Oilers nel 1990, mettendo a segno 4 intercetti.

## Palmarès

### Franchigia
- Super Bowl : 1

New York Giants: Super Bowl XXI
- National Football Conference Championship: 1

New York Giants: 1986

### Individuale
- Convocazioni al Pro Bowl: 1

1988
- PFWA All-Rookie Team - 1983
- College Football Hall of Fame